# ستيفن إيميت كليمنت
ستيفن إيميت كليمنت هو قاضي وسياسي كندي، ولد في 14 أكتوبر 1867، وتوفي في 31 ديسمبر 1947.